# Antonio Javellana Ledesma
Antonio Javellana Ledesma S.J. (sinh 1943) là một Giám mục người Philippines của Giáo hội Công giáo Rôma. Ông từng đảm nhận vị trí Tổng giám mục chính tòa Tổng giáo phận Cagayan de Oro từ năm 2007 đến năm 2020. Trước đó, ông còn lần lượt đảm nhận các vị trí khác nhau như Phó Giám mục Vùng Ipil và Giám mục Tổng quản Vùng Ipil.

## Tiểu sử
Giám mục Antonio Javellana Ledesma sinh ngày 28 tháng 3 năm 1943 tại Thành phố Iloilo, thuộc Philippines. Sau quá trình tu học dài hạn tại các cơ sở chủng viện theo quy định của Giáo luật, ngày 16 tháng 4 năm 1973, Phó tế Ledesma, lúc đó đã 30 tuổi, tiến đến việc được truyền chức linh mục. Tân linh mục là thành viên của Dòng Tên [viết tắt S.J.].
Sau hơn 23 năm thực hiện các hoạt động mục vụ trên cương vị là một linh mục, ngày 13 tháng 6 năm 1996, tin tức từ Tòa Thánh loan đi về việc Giáo hoàng đã quyết định tuyển chọn linh mục Antonio Javellana Ledesma vào hàng ngũ các giám mục Công giáo hoàn vũ, với vị trí được trao phó là Giám mục Phó Tổng quản lí Địa phận Ipil. Lễ tấn phong cho vị tân giám mục tân cử được tổ chức sau đó ít lâu vào ngày 31 tháng 8, với phần nghi thức chính yếu của việc truyền chức được cử hành cách long trọng bởi 3 giáo sĩ cấp cao. CHủ phong cho tân giám mục là Tổng giám mục Gian Vincenzo Moreni, Sứ thần Tòa Thánh tại Philippines. Hai vị còn lại, với vai trò phụ phong, gồm có Giám mục Federico Ocampo Escaler, S.J., Giám mục Tổng quản lí Ipil và Tổng giám mục Jesus Balaso Tuquib, Tổng giám mục chính tòa Tổng giáo phận Cagayan de Oro. Tân giám mục chọn cho mình châm ngôn:Opus solidarietatis pax.
Sau khi được Tấn phong ít lâu, ngày 28 tháng 6 năm 1997, Tòa Thánh thông báo việc Giám mục Ledesma kế vị trở thành Giám mục tổng quản lí Địa phận Ipil. 10 năm sau khi được chọn làm Giám mục, Tòa Thánh loan tin về quyết định mới từ Giáo hoàng về việc thuyên chuyển giám mục Antonio Javellana Ledesma đến một nhiệm sở mới, cụ thể là thăng Tổng giám mục, bổ nhiệm thành Tổng giám mục chính tòa tiếp theo của Tổng giáo phận Cagayan de Oro.
Ngày 22 tháng 6 năm 2020, Tòa Thánh chấp thuận đơn từ nhiệm của Tổng giám mục Antonio Javellana Ledesma.